# Demasiado jóvenes
Demasiado jóvenes és una pel·lícula argentina de 1958, dirigida per Leopoldo Torres Ríos. Va ser protagonitzada per Oscar Rovito i Bàrbara Mujica. Estrenada el 13 de març de 1958, al cinema Òpera de Buenos Aires. Va rebre esment especial com a millor pel·lícula de parla espanyola al Festival Internacional de Cinema de Sant Sebastià.

## Argument
El jove Luis, que estudia pintura a l'Escola de Belles Arts, espera cada dia el seu autobús al costat d'una bústia. Veu passar Aida, una noia de família modesta que somia convertir-se en una pianista virtuosa. Els dos adolescents acaben coneixent-se i Luis acompanya Aida a un concert del famós pianista Pablo Barros. Aquest no és insensible a l'encant d'Aida, cosa que desperta la gelosia de Luis.
Un vespre, després d'anar a un bar a causa del despit amorós, coneix la jove que es presenta com a model nua a la seva escola i l'acompanya a casa seva.

## Actors
- Oscar Rovito, Luis
- Bárbara Mujica, Aída
- Rodolfo Zenner, Paolo
- Félix Robles, Padre de Luis
- Ana Casares, La model
- Menchu Quesada, Professora de piano
- Miguel Dante, Professor de pintura
- Félix Ribero, Policia
- Lina Rosellini, Rosita
- Andrea Roma, La nena de les cartes
- Dora Patiño, germana de Luis
- Lautaro Murúa, Pablo Barros
- Alba Mujica, Senyora a la que festeja Luis

## Premis
- Festival Internacional de Cinema de Sant Sebastià (1958): Menció especial com a millor pel·lícula en castellà